# Mysidioides pictipennis
Mysidioides pictipennis är en insektsart som först beskrevs av William Lucas Distant 1914.  Mysidioides pictipennis ingår i släktet Mysidioides och familjen Derbidae. Inga underarter finns listade i Catalogue of Life.